# Clemens Denhardt
Pour les articles homonymes, voir Denhardt.
Clemens Andreas Denhardt, né le 3 août 1852 à Zeitz et mort le 7 juin 1929 à Bad Sulza, est un explorateur allemand de l'Afrique.

## Biographie
Avec son frère Gustav (1856-1917) et le médecin Gustav Adolf Fischer (1848-1886), il explore la région du fleuve Tana au nord du sultanat de Zanzibar, en 1878, dans l'intention d'en étudier les ressources.
Six ans plus tard, il effectue une deuxième expédition en Afrique orientale, de Lamu au sultanat de Witu (aujourd'hui Swahililand), en mars 1885. Le sultan de Witu avait en effet l'intention de signer un traité de coopération avec les Allemands, afin de se protéger des ambitions territoriales de ses voisins. Dix-huit ans plus tôt un pacte avait été signé entre l'explorateur prussien Richard Brenner (représentant la Prusse) et le sultan de l'époque. Une partie du territoire concerné est ensuite transférée par Denhardt à la Compagnie allemande du Witu (Deutsche Witugesellschaft).
Le 1er juillet 1890, tous les droits de ce territoire sont cédés à l'Empire britannique en échange du Heligoland, par le traité Heligoland-Zanzibar. Le gouvernement allemand indemnise les frères Denhardt de 150 000 marks-or.
Denhardt est l'auteur d'une importante publication en 1883, Anleitung zu geographischen Arbeiten bei Forschungsreisen, parue dans les bulletins du Verein für Erdkunde de Leipzig.

## Source
- (de) Cet article est partiellement ou en totalité issu de l’article de Wikipédia en allemand intitulé « Clemens Denhardt » (voir la liste des auteurs).